# Lista castelelor și conacelor din județul Satu Mare
Aceasta este o listă a castelelor și conacelor din județul Satu Mare.

## Castele

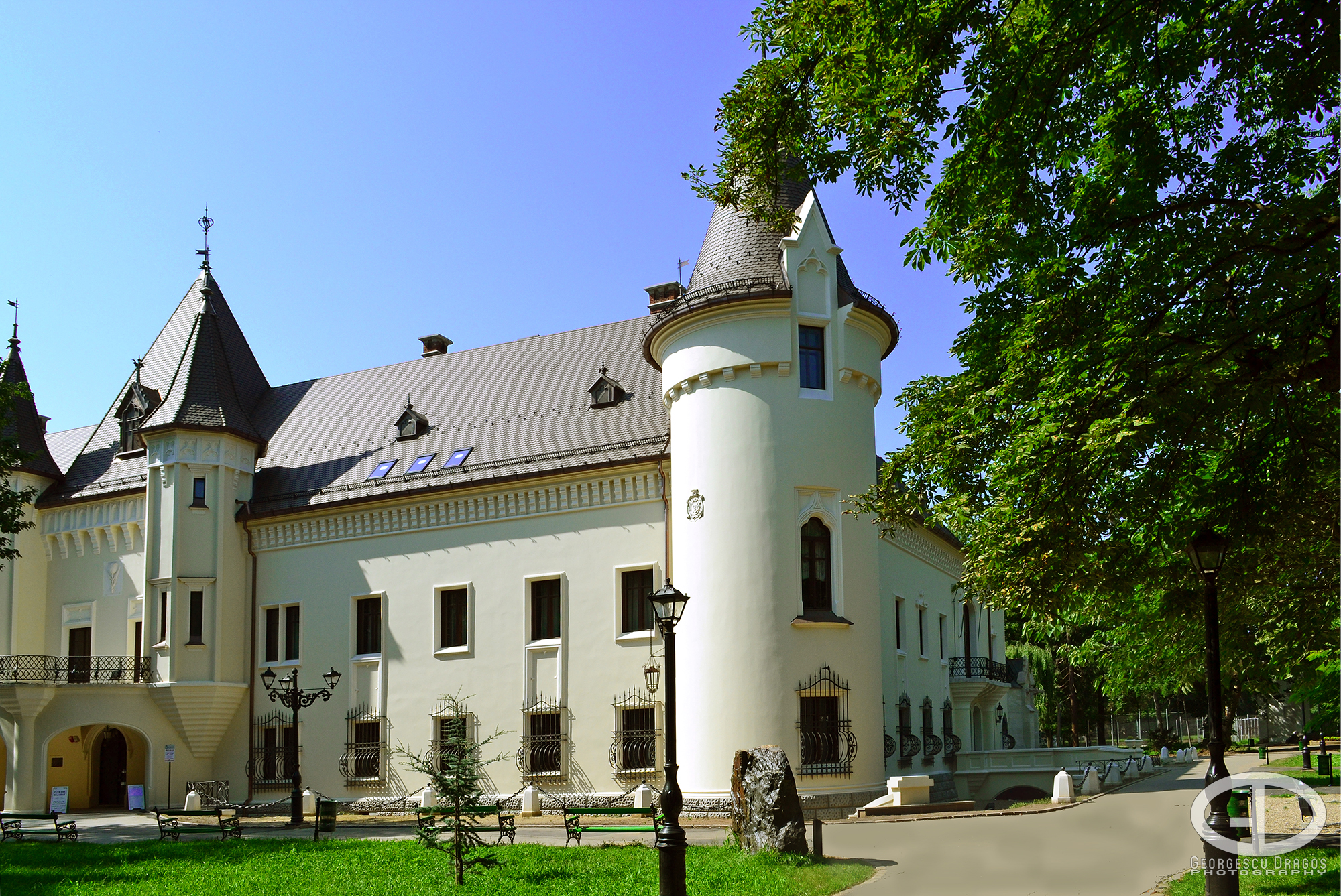
Castelul Károlyi din Carei

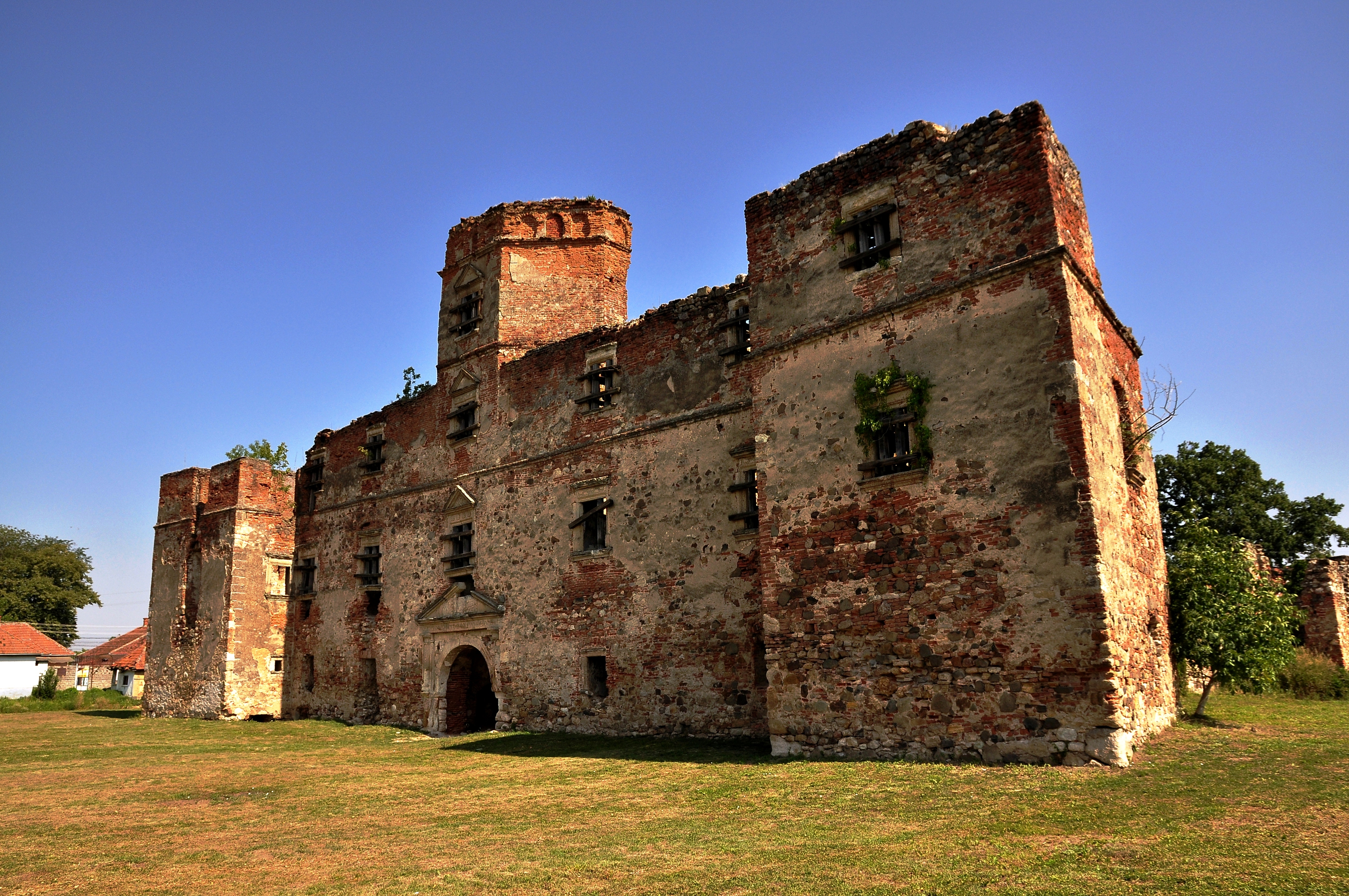
Castelul Lónyai din Medieșu Aurit

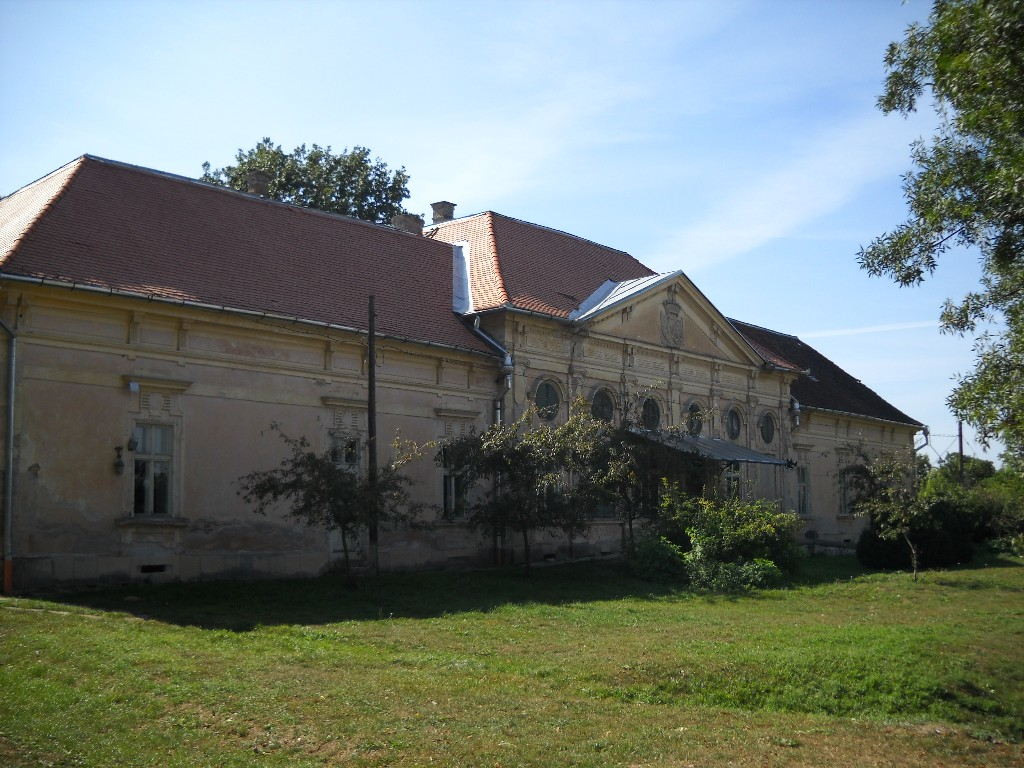
Conacul Degenfeld din Hodod

- Castelul Bölöni din Săcășeni
- Castelul Károlyi (1794) din Carei[1]
- Castelul Lónyai (c. 1630) din Medieșu Aurit,[2] azi ruine
- Castelul Vécsey (1764) din Livada[3]
- Castelul Wesselényi (1761) din Hodod[4]

## Conace
- Conacul Berenczei-Kováts din Nisipeni
- Conacul Boros din Medieșu Aurit
- Conacul Boszormenyi din Culciu Mare
- Conacul Cserey-Fischer din Tășnad, azi muzeu[5]
- Conacul Degenfeld din Hodod
- Conacul Dezso din Hrip
- Conacul Dery din Vetiș
- Conacul Domahidy din Domănești
- Conacul Gorove din Pișcolt
- Conacul Grosz din Medieșu Aurit, azi primărie
- Conacul Ibrányi din Pir
- Conacul Kaizler din Eriu-Sâncrai, azi școală
- Conacul Kávássy din Căuaș
- Conacul Kováts din Apa
- Conacul Papszász din Becheni
- Conacul Péchy din Livada
- Conacul Perényi din Turulung
- Conacul Péterffy din Livada
- Conacul Sepsy din Adrian, azi școală
- Conacul Steer din Potău
- Conacul Szentiványi din Apa
- Conacul Szerdahelyi din Vetiș
- Conacul Szilágyi din Sanislău
- Conacul Teleki din Păulești
- Conacul Tisza-Károlyi din Paulian, azi școală
- Conacul Titu din Odoreu
- Conacul Jeremias din Apateu, Satu Mare